# Таунсенд, Чарльз, 2-й виконт Таунсенд
Чарльз Таунсенд, 2-й виконт Таунсенд (англ. Charles Townshend, 2nd Viscount Townshend; 18 апреля 1674 — 21 июня 1738) — британский дворянин и политический деятель, член партии вигов, исследователь в области сельскохозяйственных наук.
В течение ряда лет он занимал пост государственного секретаря Северного департамента (1714—1717, 1721—1730). Он руководил внешней политикой Великобритании в тесном сотрудничестве со своим шурином, премьер-министром Робертом Уолполом. Его часто называли Репа Таунсенд из-за его сильного интереса к выращиванию репы и его роли в Британской сельскохозяйственной революции.

## Биография
Родился в Рэйнхеме, графство Норфолк, в семье баронета Горацио Таунсенда, был его старшим сыном. Образование получил в Итоне и в Королевском колледже Кембриджа, в 1687 году унаследовал пэрство. В 1697 году избрался в Палату лордов и первоначально принадлежал к тори, но затем перешел на сторону вигов, начав тогда же принимать активное участие в политике. В апреле 1706 года стал членом Королевского общества. После восшествия на престол королевы Анны на некоторое время остался без должности, но в ноябре 1708 года был назначен главной гвардии йоменов, а с 1709 по 1711 год был британским посланником в Нидерландах, где принял участие в заключении барьерного трактата.
Когда два года спустя тори получили перевес, Чарльз Таунсенд, к тому времени вернувшийся в Англию, подвергся в Палате общин жестоким нападкам за подписание барьерного трактата; со своей стороны он также критиковал тори. Вотумом палаты он вместе со всеми лицами, принимавшими участие в заключении трактата, был признан «врагом королевы и государства», сумев, однако, завоевать расположение Георга I. После восшествия на престол Георг в сентябре 1714 года назначил его госсекретарём Северного департамента; в этой должности он способствовал развитию отношений с Францией. Власть в стране в те годы вновь получили виги, и Таунсенду было поручено сформировать кабинет, в котором он сделался фактически первым министром. Вместе с вошедшим в его кабинет Робертом Уолполом он добился предания парламентскому суду членов бывшего кабинета.
В октябре 1716 года, когда король Георг I находился в Ганновере, враги Таунсенда, возглавляемые Чарльзом Спенсером и Джеймсом Стэнхоупом (последний сопровождал короля в Ганновере), оговорили Таунсенда перед королём, что тот якобы находится в заговоре с принцем Уэльским против короля. Вследствие этого в декабре 1716 года он был вынужден уйти в отставку с должности госсекретаря, а спустя год и с должности лорда-лейтенанта Ирландии. В начале 1720 года произошло частичное примирение Таунсенда со Стэнхоупом, и в июне того же года первый стал лордом-председателем совета, занимая этот пост до февраля 1721 года. Когда Роберт Уолпол стал во главе кабинета, Таунсенд вошел в состав его министерства в качестве госсекретаря и оставался в правительстве до 15 мая 1730 года, когда вышел в отставку после дипломатических неудач в отношения с Австрийской империей.
Последние годы жизни провёл в Рэйнхеме, где занимался сельским хозяйством и проявлял огромный интерес к возделыванию репы; в его имении она выращивалась в огромных количествах, им проводились связанные с ней сельскохозяйственные эксперименты. У современников он получил ироничное прозвище «Репа Таунсенд», хотя впоследствии его работа, проведённая с репой, была признана важной частью британской сельскохозяйственной революции.

## Семья

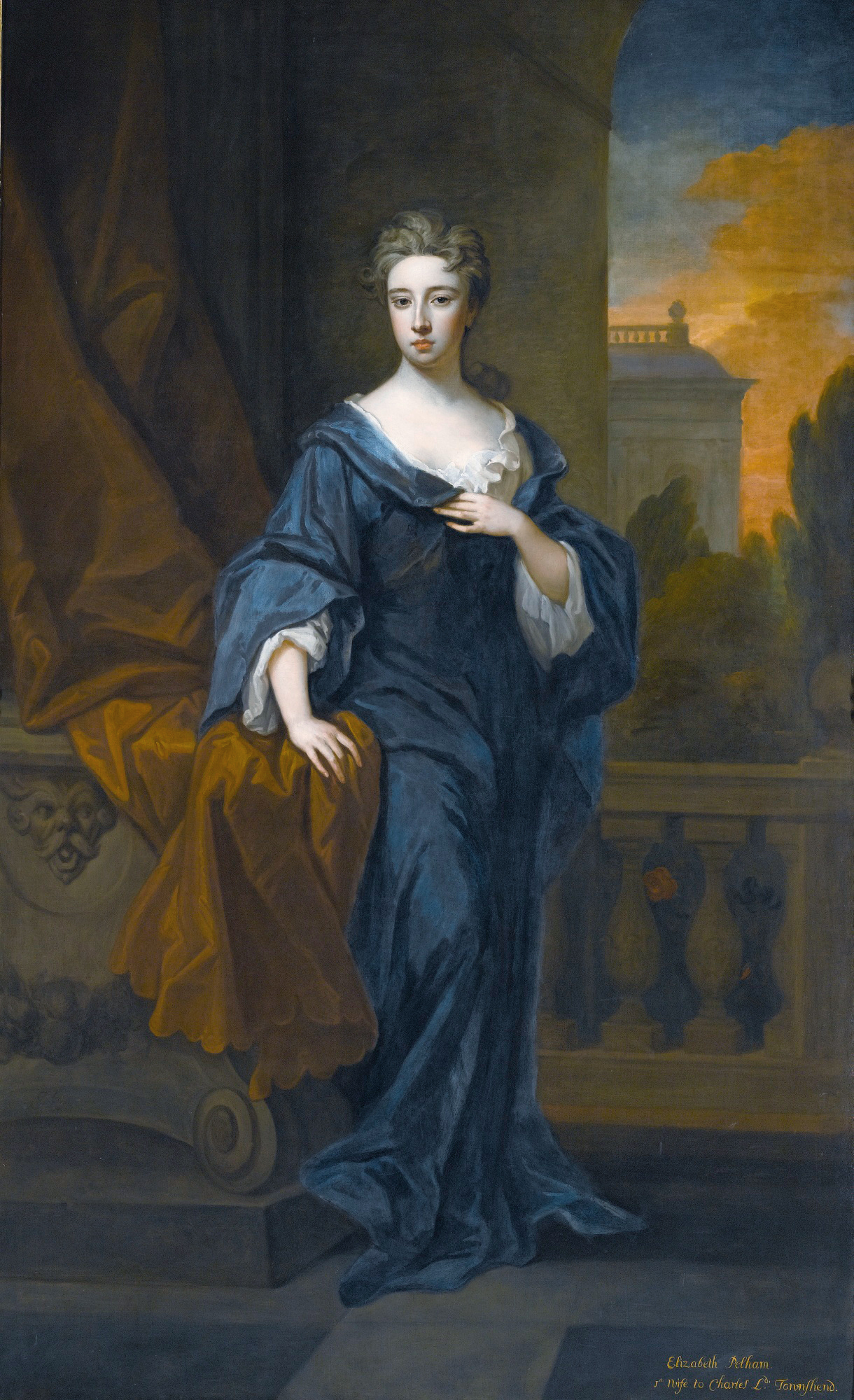
Элизабет Пелхэм (1681—1711), первая жена Чарльза Таунсенда, 2-го виконта Таунсенда, портрет Готфрида Кнеллера (1690-е годы)

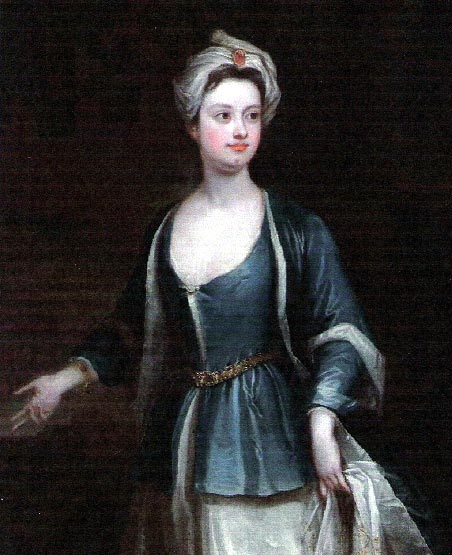
Леди Дороти Таунсенд (урожденная Уолпол) (1686—1726), вторая жена Чарльза, портрет Чарльза Джерваса

Чарльз Таунсенд был дважды женат. 3 июля 1698 года он женился первым браком на Достопочтенной Элизабет Пелхэм (1681 — 11 мая 1711) , дочери Томаса Пелхэма, 1-го барона Пелхэма из Лафтона (1653—1712), и его первой жены Элизабет Джонс (? — 1681), дочери сэра Уильяма Джонса из Рамсбери-манор, генерального прокурора Англии и Уэльса. У супругов были следующие дети:
- Достопочтенная Элизабет Таунсенд (? — 1 декабря 1785), в ноябре 1722 года вышла замуж за Чарльза Корнуоллиса, 1-го графа Корнуоллиса[англ.] (1700—1762). Они были родителями генерала Чарльза Корнуоллиса, который командовал британскими войсками во время Американской революции.
- Чарльз Таунсенд, 3-й виконт Таунсенд из Рейнхэма (11 июля 1700 — 12 марта 1764), старший сын и преемник отца
- Достопочтенный Томас Таунсенд[англ.] (2 июня 1701 — 21 мая 1780), депутат Палаты общин и политик
- Достопочтенный Уильям Таунсенд[англ.] (1702 — 29 января 1738), депутат Палаты общин
- Достопочтенный Роджер Таунсенд (5 июня 1708 — 7 августа 1760), военный офицер и депутат Палаты общин.

До 25 июля 1713 года он женился вторым браком на Дороти Уолпол (18 сентября 1686 — 29 марта 1726), дочь Роберта Уолпола и Мэри Бёрвелл, сестре первого премьер-министра Великобритании сэра Роберта Уолпола, которая, как говорят, часто посещает Рейнхэм как Коричневая леди из Рейнхэм-Холла. У супругов было семеро детей:
- Достопочтенный Джордж Таунсенд[англ.] (29 октября 1716 — август 1769), военно-морской офицер
- Достопочтенный Август Таунсенд (1716—1746)
- Достопочтенный Горацио Таунсенд (1718—1764)
- Преподобный достопочтенный Эдвард Таунсенд[англ.] (25 октября 1719 — 27 января 1765), декан Норвича (1761—1765), каноник Вестминстера (1749—1761)[2]
- Достопочтенный Ричард Таунсенд (род. 1721), умер в юном возрасте.
- Достопочтенная Дороти Таунсенд (1722—1779), жена с 1743 года преподобного Спенсера Купера (? — 1774), сына 1-го графа Купера
- Достопочтенная Мэри Таунсенд, в 1763 году вышла замуж за генерал-лейтенанта Эдварда Корнуоллиса (1724—1776), сына Чарльза Корнуоллиса, 4-го барона Корнуоллиса, и леди Шарлотты Батлер.

У него было девять сыновей, один из которых умер в раннем возрасте. Старший сын, Чарльз, 3-й виконт Таунсенд (1700—1764), был призван в Палату лордов в 1723 году. Второй сын, Томас Таунсенд (1701—1780), был членом парламента от Кембриджского университета с 1727 по 1774; его единственный сын, Томас Таунсенд (1733—1800), получил титулы барона Сиднея в 1783 и виконта Сиднея в 1789 году, был дважды государственным секретарем (1782—1783, 1783—1789). Его внук, Джон Роберт Таунсенд (1805—1890), 3-й виконт, был создан графом Сиднеем в 1874 году, но титулы угасли после его смерти. Старшим сыном Чарльза Таунсенда от его второй жены был Джордж Таунсенд (1715—1769), который, прослужив много лет на флоте, стал адмиралом в 1765 году. Младший сын Эдвард (1719—1765) стал деканом Норвичского университета. У третьего виконта было два сына, Джордж, 1-й маркиз Таунсенд, и Чарльз Таунсенды.
2-й виконт Таунсенд был дедушкой по материнской линии Чарльза Корнуоллиса, 1-го маркиза Корнуоллиса.